# Yoko Zetterlund
Yoko Zetterlund, née le 24 mars 1969 à San Francisco, est une joueuse de volley-ball américaine.

## Carrière
Yoko Zetterlund participe aux Jeux olympiques de 1992 à Barcelone et remporte la médaille de bronze avec l'équipe américaine composée de Paula Weishoff, Liane Sato, Elaina Oden, Kimberley Oden, Teee Sanders, Caren Kemner, Ruth Lawanson, Tammy Liley, Janet Cobbs, Tara Cross-Battle et Lori Endicott.